# Driftin' Slim
Driftin' Slim, geboren als Elmon Mickle (Keo (Arkansas), 24 februari 1919 – Los Angeles, 15 september 1977), was een Amerikaanse bluesmuzikant (zang, gitaar, mondharmonica).

## Biografie
Hij nam niet alleen op als Driftin 'Slim, maar ook als Model 'T' Slim en onder zijn echte naam. Zijn opnamen werden uitgebracht bij de platenlabels Modern, RPM, Blue Horizon, Styletone, Milestone Records, Kent en Flyright Records.
Begin jaren 1970 werd Slim om gezondheidsredenen gedwongen zich terug te trekken uit de muziekbusiness en toen hij overleed, was een hoofdstuk met Amerikaanse muziek - dat van de eenmansband - vrijwel met hem gestorven.

## Overlijden
Driftin' Slim overleed in september 1977 op 58-jarige leeftijd.

## Discografie

### Singles
- 1951:	Drifting Slim/Drifting Smith My Little Machine/Down South Blues	(Modern, opgenomen november 1951 in North Little Rock, AR; Elmon Mickle, Junior Brooks, Baby Face Turner, Bill Russell
- 1952:	Drifting Slim With Rhythm Acc. Good Morning Baby/My Sweet Woman	(RPM Records) opgenomen maart 1952 in North Little Rock, AR; Elmon Mickle, Sunny Blair, Ike Turner, Baby Face Turner, Bill Russell
- 1959:	Elmon Mickle Flat Foot Sam/I Got To Get Some Money (Elko) opgenomen november 1959 in Los Angeles, CA; Elmon Mickle, Phillip Walker, Bobby Tinsley
- 1960:	Elmon Mickle Jackson Blues/Lonesome Highway (E.M. Records) opgenomen Los Angeles 1959; Elmon Mickle
- 1960: Elmon Mickle & Ernie Pruitt Whatever You're Doing, Keep On Doing It To Me/Short 'n' Fat	(E.M. en E.P. Records)
- 1962:	Elmon Mickle With Rhythm Acc. Independent Walk/Short And Fat (JGEMS)
- 1966:	Model "T" Slim Jackson, Tennessee/Shake Your Boogie (Magnum)
- 1966: Model "T" Slim Good Morning Little Schoolgirl/Shake Your Boogie	(Wonder)
- 1966: Model "T" Slim T Model Ford/Burnt Out (Wonder)
- 1967:	Model "T" Slim Somebody Voodooed The Hoodooman/You're Growing Old Baby (Audio Blues)
- 1967: Model "T" Slim Woman's The Glory Of Man/Take My Hand (Audio Blues)

- Bibliothèque nationale de France: cb16711465b (data)
- Gemeinsame Normdatei: 1051288037
- International Standard Name Identifier: 0000 0000 4199 134X
- Library of Congress Control Number: no97003866
- Virtual International Authority File: 68530764
- WorldCat: E39PBJyrVHm6j8j6jTPDvQbjmd